# Mariusz Jagielski
Mariusz Sebastian Jagielski – polski prawnik, doktor habilitowany nauk prawnych, nauczyciel akademicki Uniwersytetu Śląskiego w Katowicach, specjalista w zakresie prawa konstytucyjnego i historii doktryn politycznych i prawnych.

## Życiorys
W 1997 na Wydziale Prawa i Administracji Uniwersytetu Śląskiego na podstawie napisanej pod kierunkiem Ryszarda M. Małajnego rozprawy pt. Prezydent USA jako szef administracji otrzymał stopień naukowy doktora nauk prawnych nauk prawnych w zakresie prawa. Tam też w 2010 na podstawie dorobku naukowego oraz rozprawy pt. Prawo do ochrony danych osobowych. Standardy europejskie uzyskał stopień doktora habilitowanego nauk prawnych w zakresie prawa. Został adiunktem Uniwersytetu Śląskiego.